# Tú sí que vales (Italia) (quinta edizione)
La quinta edizione del talent show Tú sí que vales è andata in onda ogni sabato in prima serata su Canale 5 dal 29 settembre al 1º dicembre 2018 per nove puntate.
Sono confermati sia i presentatori, ovvero Belén Rodríguez, Martín Castrogiovanni e Alessio Sakara (assente nella finale), che i giudici della scorsa edizione: Maria De Filippi, Gerry Scotti, Rudy Zerbi e Teo Mammucari, mentre subentra Iva Zanicchi nel ruolo di giudice popolare. Le registrazioni si sono svolte sempre presso lo studio 8 del Centro Titanus Elios di Roma.
L'edizione è stata vinta dal chitarrista polacco Marcin Patrzalek, che si è aggiudicato il montepremi di 100000 €.

## La giuria popolare
La giuria popolare in questa edizione è comandata da Iva Zanicchi che sostituisce Mara Venier. Il giudice popolare ha lo stesso potere inferiore dell'anno scorso rispetto agli altri giudici, infatti può allungare le esibizioni senza però bloccarle.

## Audizioni
Legenda:
     Il concorrente è in finale
     Concorrenti appartenenti alla Scuderia Scotti

### Prima puntata
La prima puntata di Audizioni è andata in onda il 29 settembre 2018. I concorrenti ammessi in questa puntata sono:
| Nome artista           | Genere                                                        | Voto dei giudici | Voto della giuria popolare |
| ---------------------- | ------------------------------------------------------------- | ---------------- | -------------------------- |
| Katia e Nikita         | Bambini acrobati                                              | 4 vale           | 98% positivo               |
| Gentlemen of Deceit    | Maghi comici                                                  | 4 vale           | 88% positivo               |
| Solferino Sodini       | Comico                                                        | 4 vale           | 55% negativo               |
| Paolo Anziliero        | Sopranista                                                    | 4 vale           | 98% positivo               |
| Timo Nuňez             | Ballerino                                                     | 4 vale           | 85% positivo               |
| Kristef Brothers       | Atleti di mano a mano comici                                  | 4 vale           | 98% positivo               |
| Barbato & Di Natale    | Psicologi e inventori                                         | 4 vale           | 95% positivo               |
| Orchestra Magicamusica | Orchestra con disabili                                        | 4 vale           | 100% positivo              |
| Danilo                 | Ginnasta                                                      | 4 vale           | 98% positivo               |
| Freestyl'air           | BMX Freestylers, acrobati con monopattini e atleti di parkour | 4 vale           | 95% positivo               |
| Pezz                   | Imitatore                                                     | 3 vale           | 98% negativo               |
| Megan Piphus           | Ventriloqua e cantante                                        | 4 vale           | 98% positivo               |
| Dario D'Angiolillo     | Comico                                                        | 4 vale           | 86% positivo               |
| Biba Struja            | Performer con l'elettricità                                   | 4 vale           | 55% negativo               |
| Brockett Parsons       | Pianista                                                      | 3 vale           | 74% positivo               |
| Giovanni Polo          | Ballerino comico                                              | 2 vale           | 70% positivo               |
| Dino Militano          | Contorsionista e ballerino                                    | 3 vale           | 94% positivo               |
| Aldo Galli             | Anziano ballerino                                             | 4 vale           | 71% positivo               |
| Palasport              | Tribute band dei Pooh                                         | 4 vale           | 98% positivo               |
| Another Kind of Blue   | Ballerini e illusionisti informatici                          | 4 vale           | 89% positivo               |

- Accede direttamente in Finale l'Orchestra Magicamusica, un'orchestra composta da ragazzi disabili.

### Seconda puntata
La seconda puntata di Audizioni è andata in onda il 6 ottobre 2018. I concorrenti ammessi in questa puntata sono:
| Nome artista         | Genere                              | Voto dei giudici | Voto della giuria popolare |
| -------------------- | ----------------------------------- | ---------------- | -------------------------- |
| Tulga                | Strongman                           | 4 vale           | 96% positivo               |
| Tango Aereo          | Ballerini e acrobati                | 4 vale           | 97% positivo               |
| Michele Luce         | Ballerino comico                    | 2 vale           | 76% positivo               |
| DNA                  | Mentalisti                          | 3 vale           | 87% positivo               |
| Yllana               | Comici                              | 4 vale           | 70% positivo               |
| Raffaele Papadia     | Bambino cantante                    | 4 vale           | 93% positivo               |
| Charlotte & Nicolas  | Ballerini e atleti di mano a mano   | 4 vale           | 98% positivo               |
| Iya Traoré           | Football Freestyler                 | 4 vale           | 94% positivo               |
| Alessandro Lecca     | Cantante e ballerino comico         | 2 vale           | 85% positivo               |
| Too Fat Too Fly      | Acrobati comici                     | 4 vale           | 93% positivo               |
| Giulio Hoxhallari    | Ballerino                           | 4 vale           | 93% positivo               |
| Blizzard Concept     | Giocolieri comici                   | 4 vale           | 80% positivo               |
| Dimitry              | Pole dancer                         | 4 vale           | 87% positivo               |
| Marcos Hiroshi       | Mago                                | 4 vale           | 76% positivo               |
| Zio Bartolo          | Anziano cantante                    | 3 vale           | 53% positivo               |
| Catalina e Valentina | Crossfitters                        | 4 vale           | 86% positivo               |
| Paolo Campoli        | Costruttore di aeroplanini di carta | 4 vale           | 53% negativo               |
| Giulio Dilemmi       | Ballerino                           | 4 vale           | 76% positivo               |
| Sergey Timofeev      | Ginnasta                            | 4 vale           | 91% positivo               |
| Maxino               | Cantante improvvisatore             | 4 vale           | 96% positivo               |
| Luca Calò            | Cantante e ballerino sui tacchi     | 1 vale           | 77% positivo               |
| Le due e un quarto   | Burattinaie                         | 4 vale           | 70% positivo               |

### Terza puntata
La terza puntata di Audizioni è andata in onda il 13 ottobre 2018. I concorrenti ammessi in questa puntata sono:
| Nome artista                        | Genere                                     | Voto dei giudici | Voto della giuria popolare |
| ----------------------------------- | ------------------------------------------ | ---------------- | -------------------------- |
| Duo André Leo                       | Acrobati con il cerchio                    | 4 vale           | 94% positivo               |
| Maikol Dallari                      | Bambino che conosce a memoria i calciatori | 4 vale           | 83% positivo               |
| Mister Rossano                      | Cantante e ballerino comico                | 1 vale           | 85% positivo               |
| Rick Maisel                         | Escapologo                                 | 4 vale           | 98% positivo               |
| Mr. O                               | Artista con hula-hoop                      | 4 vale           | 88% positivo               |
| Giulia Piolanti                     | Ginnasta                                   | 4 vale           | 100% positivo              |
| Salvatore Purrazzello               | Cantante comico                            | 1 vale           | 96% positivo               |
| Team Shraey Khanna                  | Crew                                       | 4 vale           | 98% positivo               |
| Lucioles                            | Atleti di mano a mano                      | 4 vale           | 94% positivo               |
| Silvio Sabba                        | Strongman                                  | 4 vale           | 97% positivo               |
| Mashup Loop                         | Cantante e beatboxer                       | 2 vale           | 87% positivo               |
| Muni Sigona - La casa di Toti Onlus | Monologhisti disabili                      | 4 vale           | 95% positivo               |
| Cinzia Merlin e Daniel Borak        | Pianista e ballerino di tip tap            | 4 vale           | 98% positivo               |
| Duca 40                             | Tassista con musica                        | 4 vale           | 71% positivo               |
| Al.Gi.Lu.Zi. Crew                   | Atleti di parkour                          | 4 vale           | 88% positivo               |
| Patty                               | Comica                                     | 4 vale           | 98% negativo               |
| Derek Hughes                        | Mago comico                                | 4 vale           | 58% negativo               |
| Fulvio Fuina                        | Comico                                     | 4 vale           | 78% positivo               |
| Adrian, Hurricane e Tinkerbell      | Addestratore con cani                      | 4 vale           | 84% positivo               |
| Chitarre di famiglia                | Chitarristi                                | 4 vale           | 96% positivo               |

- Accede direttamente alla Finale la ginnasta Giulia Piolanti.
- Si è esibita in qualità di ospite Alessandra Amoroso.

### Quarta puntata
La quarta puntata di Audizioni è andata in onda il 20 ottobre 2018. I concorrenti ammessi in questa puntata sono:
| Nome artista            | Genere                                 | Voto dei giudici | Voto della giuria popolare |
| ----------------------- | -------------------------------------- | ---------------- | -------------------------- |
| Cosimo Lepraro          | Anziano cantante                       | 4 vale           | 78% positivo               |
| Mat Ricardo             | Performer                              | 4 vale           | 91% positivo               |
| Roberto D'Amico         | Surfista                               | 4 vale           | 84% positivo               |
| Alexandru Duru          | Pilota di droni                        | 4 vale           | 98% positivo               |
| Anna Senger alias Licia | Pianista                               | 4 vale           | 89% positivo               |
| Farid                   | Acrobata                               | 4 vale           | 96% positivo               |
| Ivan Farneti            | Cantante comico                        | 1 vale           | 91% positivo               |
| Alessandro e Maxime     | Acrobati                               | 4 vale           | 100% positivo              |
| Michael Sannicandro     | Mago                                   | 4 vale           | 84% positivo               |
| Luca Guadagnini         | Cantante                               | 4 vale           | 94% positivo               |
| Four Wash               | Comici                                 | 4 vale           | ?                          |
| Daniele Benedettelli    | Inventore                              | 4 vale           | 98% positivo               |
| Gli Spritz              | Giocatori di calcio balilla "soffiato" | 4 vale           | 76% positivo               |
| Pierangelo Chiadò       | Ballerino                              | 1 vale           | 76% positivo               |
| Randy Forgione          | Ginnasta                               | 4 vale           | 98% positivo               |
| Bombelvis               | Cantante e football freestyler         | 4 vale           | 67% positivo               |
| Slide Step              | Ballerine                              | 4 vale           | 98% positivo               |
| Daredevil Chicken       | Trasformisti comici                    | 4 vale           | 83% negativo               |
| Bruce Fauveau           | Comico                                 | 3 vale           | 86% positivo               |
| Adrian Mathias          | Giocoliere con diablo                  | 4 vale           | 98% positivo               |
| Hector                  | Mago                                   | 4 vale           | 94% positivo               |
| Yumbo Dump              | Rumoristi                              | 2 vale           | 61% positivo               |
| Andrey Moraru           | Ginnasta                               | 4 vale           | 92% positivo               |

### Quinta puntata
La quinta puntata di Audizioni è andata in onda il 27 ottobre 2018. I concorrenti ammessi in questa puntata sono:
| Nome artista              | Genere                              | Voto dei giudici | Voto della giuria popolare |
| ------------------------- | ----------------------------------- | ---------------- | -------------------------- |
| Julia Sanchez             | Acrobata                            | 4 vale           | 97% positivo               |
| Mirko Natalizi            | Pugile                              | 4 vale           | 94% positivo               |
| C. Colantoni e V. Mosconi | Giocatrici di ping pong             | 4 vale           | 71% positivo               |
| Giuseppe Gullo            | Cantante                            | 1 vale           | 76% positivo               |
| William e Heloise         | Pole dancers                        | 4 vale           | 94% positivo               |
| Shemika Campbell          | Ballerina di limbo                  | 4 vale           | 100% positivo              |
| Virginia De Lutti         | Cantante                            | 4 vale           | 100% positivo              |
| Cosmin Cioca              | Clarinettista e beatboxer           | 4 vale           | 96% positivo               |
| Dafne e Naab              | Ballerini                           | 4 vale           | 80% positivo               |
| Olivia e William          | Atleti di mano a mano comici        | 4 vale           | 96% positivo               |
| Bandits Crew              | Crew                                | 3 vale           | 96% positivo               |
| Sethward Allison          | Comico                              | 4 vale           | 62% negativo               |
| Maria Lotti               | Anziana cantante                    | 4 vale           | 73% positivo               |
| Xavier Mortimer           | Mago                                | 4 vale           | 88% positivo               |
| Salvatore Vicino          | Cantante e ballerino                | 1 vale           | 90% positivo               |
| Roberto Adamov            | Bambino pianista                    | 4 vale           | 98% positivo               |
| Impacto Extremo           | Jumpers                             | 4 vale           | 97% positivo               |
| Ba Hot Men Dance          | Ballerini e spogliarellisti         | 4 vale           | 89% positivo               |
| Compagnia Materiaviva     | Acrobati e illusionisti informatici | 4 vale           | 98% positivo               |

### Sesta puntata
La sesta puntata di Audizioni è andata in onda il 3 novembre 2018. I concorrenti ammessi in questa puntata sono:
| Nome artista                 | Genere                       | Voto dei giudici | Voto della giuria popolare |
| ---------------------------- | ---------------------------- | ---------------- | -------------------------- |
| Catwall Acrobats             | Acrobati su tappeti elastici | 4 vale           | 96% positivo               |
| Raffaello Corti              | Mago comico                  | 4 vale           | 88% positivo               |
| Bomber Dani                  | Ballerino comico             | 2 vale           | 74%                        |
| Domenico Vaccaro             | Pole dancer                  | 4 vale           | 89% positivo               |
| Marco Baruffaldi             | Cantante disabile            | 4 vale           | 98% positivo               |
| Andrew Lee                   | Mago                         | 4 vale           | 87% positivo               |
| Luigi De Crescenzo           | Cantante                     | 1 vale           | 90% positivo               |
| Filippo Re                   | Slacciatore di reggiseni     | 3 vale           | 73% negativo               |
| Ella e Nastya                | Atlete di mano a mano        | 4 vale           | 98% positivo               |
| Vincenzo Sorrentino          | Comico                       | 2 vale           | 90% positivo               |
| Ghost Jumpers                | Acrobati                     | 4 vale           | 94% positivo               |
| Gabriel Guglielmini          | Cantante                     | 3 vale           | 92% positivo               |
| Nikolai Zykov                | Burattinaio                  | 4 vale           | 61% positivo               |
| Mario Lopez                  | Mago                         | 4 vale           | 66% positivo               |
| Bruno Dream                  | Ballerino comico             | 4 vale           | 63% negativo               |
| Vertigo                      | Acrobati                     | 4 vale           | 96% positivo               |
| Andrey Maslov                | Giocoliere e ballerino       | 2 vale           | 90% positivo               |
| Femme Fatale Crew            | Ballerine                    | 4 vale           | 82% positivo               |
| Strange Comedy               | Comici                       | 4 vale           | 69% positivo               |
| Roma Roller Team             | Pattinatori a rotelle        | 3 vale           | 90% positivo               |
| Mario Ferrari                | Poeta                        | 3 vale           | 90% negativo               |
| Ember Trio                   | Violinisti                   | 4 vale           | 98% positivo               |
| Nikki Borodi e Adrian Iselin | Cantante e acrobata          | 4 vale           | 94% positivo               |

- Si è esibita in qualità di ospite Loredana Bertè.

### Settima puntata
La settima puntata di Audizioni è andata in onda il 10 novembre 2018. I concorrenti ammessi in questa puntata sono:
| Nome artista         | Genere                            | Voto dei giudici | Voto della giuria popolare |
| -------------------- | --------------------------------- | ---------------- | -------------------------- |
| Magus Utopia         | Illusionisti                      | 4 vale           | 97% positivo               |
| Wolf's-Bar           | Atleti di calisthenics            | 3 vale           | 91% positivo               |
| Francesco Rubini     | Anziano cantante                  | 3 vale           | 67% positivo               |
| Justine e Jeremy     | Atleti di mano a mano e ballerini | 4 vale           | 98% positivo               |
| Duo Full House       | Comici e musicisti                | 4 vale           | 94% positivo               |
| Chilly Brothers      | Acrobati                          | 4 vale           | 100% positivo              |
| Benito e Raffaele    | Cantanti comici                   | 1 vale           | 82% positivo               |
| Johannes Stoetter    | Body painter                      | 4 vale           | 96% positivo               |
| Ridge Robson         | Salta la corda                    | 4 vale           | 90% positivo               |
| Danny ZZZZ           | Escapologo                        | 4 vale           | 93% positivo               |
| Giancarlo Gasparotto | Mangiatore di peperoncini         | 4 vale           | 88% positivo               |
| Giacinto Grecchi     | Anziano ballerino                 | 4 vale           | 70% positivo               |
| Human Fountains      | Comici                            | 4 vale           | 65% positivo               |
| Le Farfalle          | Ginnaste                          | 4 vale           | 96% positivo               |
| L'Abile Teatro       | Comici                            | 4 vale           | 61% negativo               |
| Circus Trial         | Motociclisti acrobati             | 4 vale           | 95% positivo               |
| Bottle Boys          | Suonatori di bottiglie            | 4 vale           | 100% positivo              |
| Lucky Hell           | Fachira                           | 4 vale           | 73% positivo               |
| Agustin Bertacchini  | Artista con le bolle di sapone    | 4 vale           | 95% positivo               |

- Si è esibito in qualità di ospite Irama.

### Ottava puntata
L'ottava puntata di Audizioni è andata in onda il 24 novembre 2018. I concorrenti ammessi in questa puntata sono:
| Nome artista                | Genere                     | Voto dei giudici | Voto della giuria popolare |
| --------------------------- | -------------------------- | ---------------- | -------------------------- |
| Vertical Speeders           | Arrampicatori              | 4 vale           | 93% positivo               |
| Duo Hoop                    | Acrobati                   | 4 vale           | 98% positivo               |
| Marcin Patrzalek            | Chitarrista                | 4 vale           | 100% positivo              |
| Duo Alex e Felice           | Ballerini                  | 4 vale           | 94% positivo               |
| Mattia Palese               | Mangiatore di cioccolatini | 3 vale           | 79% negativo               |
| Reuben De Jong Man Mountain | Stuntman                   | 4 vale           | 95% positivo               |
| Faeble Kievman              | Giocoliere comico          | 4 vale           | 61% positivo               |
| Mirko Kökenberger           | Ginnasta                   | 3 vale           | 96% positivo               |
| Matt Johnson                | Escapologo                 | 4 vale           | 67% positivo               |
| Giorgio Gabrielli           | Burattinaio                | 4 vale           | 95% positivo               |
| Team Mr. Axx                | Stuntmen                   | 4 vale           | 71% positivo               |

- Accede direttamente in Finale Marcin Patrzalek, giovane chitarrista.
- Si è esibito in qualità di ospite J-Ax, in duetto con Marco Baruffaldi (concorrente esibitosi già nella sesta puntata di questa edizione, affetto dalla sindrome di Down).
- Al termine della puntata c'è stata una mini-semifinale per decretare 4 dei finalisti: i concorrenti si sono sfidati a coppie e per ogni sfida i giudici hanno deciso chi far passare in Finale; di seguito le sfide (in verde i concorrenti promossi e in rosso quelli eliminati).

| Primo sfidante      | Secondo sfidante   | Voti dei giudici |
| ------------------- | ------------------ | ---------------- |
| Vertigo             | Tango Aereo        | 0-3              |
| Virginia De Lutti   | Timo Nuňez         | 3-2              |
| Alessandro e Maxime | Ghost Jumpers      | 3-1              |
| Raffaello Corti     | Dario D'Angiolillo | 3-1              |

- Nei giorni successivi la puntata, sono stati annunciati i nomi degli ultimi 9 finalisti scelti dai giudici:

| Nome artista      |
| ----------------- |
| Alexandru Duru    |
| Julia Sanchez     |
| Justine e Jeremy  |
| Duo Hoop          |
| Freestyl'air      |
| Mirko Natalizi    |
| Johannes Stoetter |
| Paolo Anziliero   |
| Catwall Acrobats  |

## Finale
I concorrenti ammessi alla Finale sono:
| Nome artista           | Genere                                                        |
| ---------------------- | ------------------------------------------------------------- |
| Orchestra Magicamusica | Orchestra con diversamente abili                              |
| Giulia Piolanti        | Ginnasta                                                      |
| Marcin Patrzalek       | Chitarrista                                                   |
| Tango Aereo            | Ballerini e acrobati                                          |
| Virginia De Lutti      | Cantante                                                      |
| Alessandro e Maxime    | Acrobati                                                      |
| Raffaello Corti        | Mago comico                                                   |
| Alexandru Duru         | Pilota di droni                                               |
| Julia Sanchez          | Acrobata                                                      |
| Justine e Jeremy       | Atleti di mano a mano e ballerini                             |
| Duo Hoop               | Acrobati                                                      |
| Freestyl'air           | BMX Freestylers, acrobati con monopattini e atleti di parkour |
| Mirko Natalizi         | Pugile                                                        |
| Johannes Stoetter      | Body painter                                                  |
| Paolo Anziliero        | Sopranista                                                    |
| Catwall Acrobats       | Acrobati su tappeti elastici                                  |

I concorrenti sono stati divisi in 4 quartine e il pubblico da casa, tramite il Televoto, ha deciso il migliore di ognuna, che passa alla fase successiva; questo l'esito:

### Primo Gruppo
| Posizione | Nome artista        | Genere   | % Televoto |
| --------- | ------------------- | -------- | ---------- |
| 1ª        | Virginia De Lutti   | Cantante | 36%        |
| 2ª        | Alessandro e Maxime | Acrobati | 34%        |
| 3ª        | Giulia Piolanti     | Ginnasta | 16%        |
| 4ª        | Mirko Natalizi      | Pugile   | 14%        |

### Secondo Gruppo
| Posizione | Nome artista           | Genere                            | % Televoto |
| --------- | ---------------------- | --------------------------------- | ---------- |
| 1ª        | Orchestra Magicamusica | Orchestra con diversamente abili  | 43%        |
| 2ª        | Justine e Jeremy       | Atleti di mano a mano e ballerini | 35%        |
| 3ª        | Julia Sanchez          | Acrobata                          | 12%        |
| 4ª        | Alexandru Duru         | Pilota di droni                   | 10%        |

### Terzo Gruppo
| Posizione | Nome artista    | Genere                                                        | % Televoto |
| --------- | --------------- | ------------------------------------------------------------- | ---------- |
| 1ª        | Raffaello Corti | Mago comico                                                   | 37%        |
| 2ª        | Paolo Anziliero | Sopranista                                                    | 29%        |
| 3ª        | Duo Hoop        | Acrobati                                                      | 19%        |
| 4ª        | Freestyl'Air    | BMX Freestylers, acrobati con monopattini e atleti di parkour | 15%        |

### Quarto Gruppo
| Posizione | Nome artista      | Genere                       | % Televoto |
| --------- | ----------------- | ---------------------------- | ---------- |
| 1ª        | Marcin Patrzalek  | Chitarrista                  | 69%        |
| 2ª        | Catwall Acrobats  | Acrobati su tappeti elastici | 13%        |
| 3ª        | Johannes Stoetter | Body painter                 | 11%        |
| 4ª        | Tango Aereo       | Ballerini e acrobati         | 7%         |

### Televoto finale
Alla fine della puntata il pubblico, sempre tramite il televoto, ha rivotato i 4 migliori concorrenti, stilando la seguente classifica: 
| Posizione | Nome artista           | Genere                           | % Televoto |
| --------- | ---------------------- | -------------------------------- | ---------- |
| 1ª        | Marcin Patrzalek       | Chitarrista                      | 54%        |
| 2ª        | Orchestra Magicamusica | Orchestra con diversamente abili | 22%        |
| 3ª        | Virginia De Lutti      | Cantante                         | 13%        |
| 4ª        | Raffaello Corti        | Mago comico                      | 11%        |

- Quindi il vincitore della quinta edizione di Tú sí que vales è il chitarrista Marcin Patrzalek, seguito al secondo posto dall'Orchestra Magicamusica, composta da ragazzi con disabilità; medaglia di bronzo per la giovane cantante Virginia De Lutti.

## Classifica finale
| Posizione | Nome artista           | Genere                                                        |
| --------- | ---------------------- | ------------------------------------------------------------- |
| 1ª        | Marcin Patrzalek       | Chitarrista                                                   |
| 2ª        | Orchestra Magicamusica | Orchestra con diversamente abili                              |
| 3ª        | Virginia De Lutti      | Cantante                                                      |
| 4ª        | Raffaello Corti        | Mago comico                                                   |
| 5ª        | Alessandro e Maxime    | Acrobati                                                      |
| 5ª        | Justine e Jeremy       | Atleti di mano a mano e ballerini                             |
| 5ª        | Paolo Anziliero        | Sopranista                                                    |
| 5ª        | Catwall Acrobats       | Acrobati su tappeti elastici                                  |
| 9ª        | Giulia Piolanti        | Ginnasta                                                      |
| 9ª        | Julia Sanchez          | Acrobata                                                      |
| 9ª        | Duo Hoop               | Acrobati                                                      |
| 9ª        | Johannes Stoetter      | Body painter                                                  |
| 13ª       | Mirko Natalizi         | Pugile                                                        |
| 13ª       | Alexandru Duru         | Pilota di droni                                               |
| 13ª       | Freestyl'Air           | BMX Freestylers, acrobati con monopattini e atleti di parkour |
| 13ª       | Tango Aereo            | Acrobati e ballerini                                          |

## Scuderia Scotti
Anche in questa edizione all'interno del programma c'è la Scuderia Scotti. I concorrenti della Scuderia Scotti, dal discutibile talento, non partecipano alla competizione tradizionale di Tú sí que vales, bensì in un circuito apposito per loro. Questi i concorrenti che ne fanno parte:
| Nome artista          | Genere                      |
| --------------------- | --------------------------- |
| Solferino Sodini      | Comico                      |
| Pezz                  | Imitatore                   |
| Giovanni Polo         | Ballerino comico            |
| Michele Luce          | Ballerino comico            |
| Alessandro Lecca      | Cantante e ballerino comico |
| Zio Bartolo           | Anziano cantante            |
| Mister Rossano        | Cantante e ballerino comico |
| Salvatore Purrazzello | Cantante comico             |
| Ivan Farneti          | Cantante comico             |
| Pierangelo Chiadò     | Ballerino                   |
| Giuseppe Gullo        | Cantante                    |
| Salvatore Vicino      | Cantante e ballerino        |
| Bomber Dani           | Ballerino comico            |
| Luigi De Crescenzo    | Cantante                    |
| Vincenzo Sorrentino   | Comico                      |
| Francesco Rubini      | Anziano cantante            |
| Benito e Raffaele     | Cantanti comici             |

Sono stati poi scelti da Gerry i 6 concorrenti migliori:
| Nome artista     | Genere           |
| ---------------- | ---------------- |
| Solferino Sodini | Comico           |
| Pezz             | Imitatore        |
| Ivan Farneti     | Cantante comico  |
| Giuseppe Gullo   | Cantante         |
| Bomber Dani      | Ballerino comico |
| Francesco Rubini | Anziano cantante |

Durante l'ottava puntata di audizioni questi concorrenti si sono sfidati per i 3 posti in Finale, giudicati dalla giuria popolare; questi i risultati delle sfide (in verde i promossi, in rosso gli eliminati):
| Primo sfidante   | % voto | Secondo sfidante | % voto |
| ---------------- | ------ | ---------------- | ------ |
| Bomber Dani      | 58%    | Giuseppe Gullo   | 42%    |
| Solferino Sodini | 74%    | Pezz             | 26%    |
| Ivan Farneti     | 67%    | Francesco Rubini | 33%    |

### Finale
I finalisti della Scuderia Scotti sono:
| Nome artista     | Genere           |
| ---------------- | ---------------- |
| Bomber Dani      | Ballerino comico |
| Solferino Sodini | Comico           |
| Ivan Farneti     | Cantante comico  |

Durante la Finale i 3 concorrenti si sono esibiti per l'ultima volta e la giuria popolare in studio ha stabilito il vincitore. Questa la classifica finale:
| Posizione | Nome artista     | Genere           | % voto |
| --------- | ---------------- | ---------------- | ------ |
| 1ª        | Solferino Sodini | Comico           | 70%    |
| 2ª        | Bomber Dani      | Ballerino comico | 24%    |
| 3ª        | Ivan Farneti     | Cantante comico  | 6%     |

- Quindi il vincitore della Scuderia Scotti è il barzellettiere Solferino Sodini.

## Ascolti
| Puntata    | Messa in onda     | Telespettatori | Share  | Ospiti             |
| ---------- | ----------------- | -------------- | ------ | ------------------ |
| 1          | 29 settembre 2018 | 4 761 000      | 28,76% | –                  |
| 2          | 6 ottobre 2018    | 5 232 000      | 29,03% | –                  |
| 3          | 13 ottobre 2018   | 5 221 000      | 29,33% | Alessandra Amoroso |
| 4          | 20 ottobre 2018   | 5 123 000      | 29,61% | –                  |
| 5          | 27 ottobre 2018   | 5 200 000      | 28,85% | Valeria Marini     |
| 6          | 3 novembre 2018   | 5 322 000      | 30,21% | Loredana Bertè     |
| 7          | 10 novembre 2018  | 5 530 000      | 31,35% | Irama              |
| Semifinale | 24 novembre 2018  | 5 069 000      | 29,04% | J-Ax               |
| Finale     | 1º dicembre 2018  | 5 325 000      | 29,84% | Emma               |
| Media      | Media             | 5 198 000      | 29,56% |                    |
| Il meglio  | 8 dicembre 2018   | 2 987 000      | 18,29% |                    |

- Nota 1: in termini di share, l'edizione risulta essere la più vista dell'intero programma.